# Boris Vladimirovitj av Ryssland
Boris Vladimirovitj av Ryssland, född 1877, död 1943, var en rysk storfurste. Han var son till Vladimir Alexandrovitj av Ryssland och kusin till tsar Nikolaj II av Ryssland. Han tjänstgjorde i både det rysk-japanska kriget och första världskriget. Han hade dåligt rykte och var känd som en notorisk playboy. Under ryska revolutionen sattes han i husarrest i Sankt Petersburg, men lyckades fly och lämna Ryssland via Kaukasus 1919. 